# 西方餐具

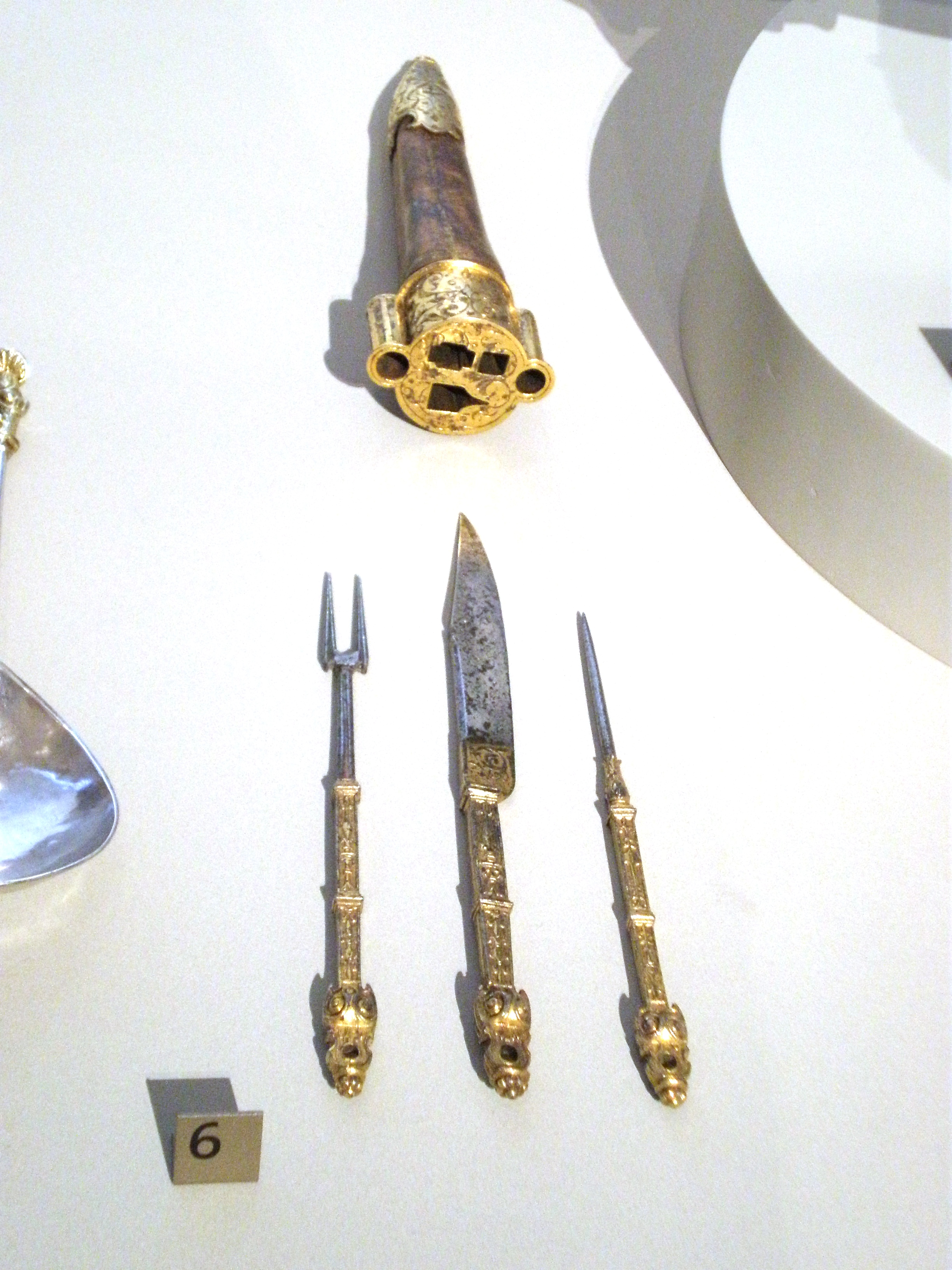
法式旅行所用餐具, 1550–1600, 维多利亚和阿尔伯特博物馆

西方餐具指西方饮食所配套使用的餐具。最主要的是刀、勺、叉。用于装载和准备食物，尤其是用于进食。
欧洲历史上，一个销售或制作餐具的人称为刀匠。英格兰的谢菲尔德因为17世纪开始制作餐具而闻名于世。正因如此，往来于伦敦与谢菲尔德的列车也被命名为“刀匠大师”（"the Master Cutler"）。
在美国，餐具通常是银制或扁平的，餐具通常指刀具并且与切割工具有关。即使是不是使用银的合金器皿，餐具也会让消费者觉得它们是银做的。
在最近一段时间，混合式餐具兼有不同的功能，包括刀叉合一餐具，勺刀合一餐具和刀勺合一餐具或者刀勺叉三合一餐具。

## 扩展阅读
- Hey, D. The Fiery Blades of Hallamshire: Sheffield and Its Neighbourhood, 1660–1740 (Leicester University Press 1991). 193–140.
- Lloyd, G. I. H. The Cutlery Trades: An Historical Essay in the Economics of Small Scale Production. (1913; repr. 1968).